# Hinako Sugiura
Hinako Sugiura, também conhecida como Junko Suzuki, foi uma artista de Mangá japonesa. Nasceu em 30 de novembro de 1958 e morreu em 22 de julho de 2005.